# عباس أباد جنغي
عباس أباد جنغي (بالفارسية: عباس‌آباد جنگی) هي قرية تقع في قسم بيزكي الريفي (مقاطعة تشناران) في إيران.